# Herbert Keßler (Politiker)

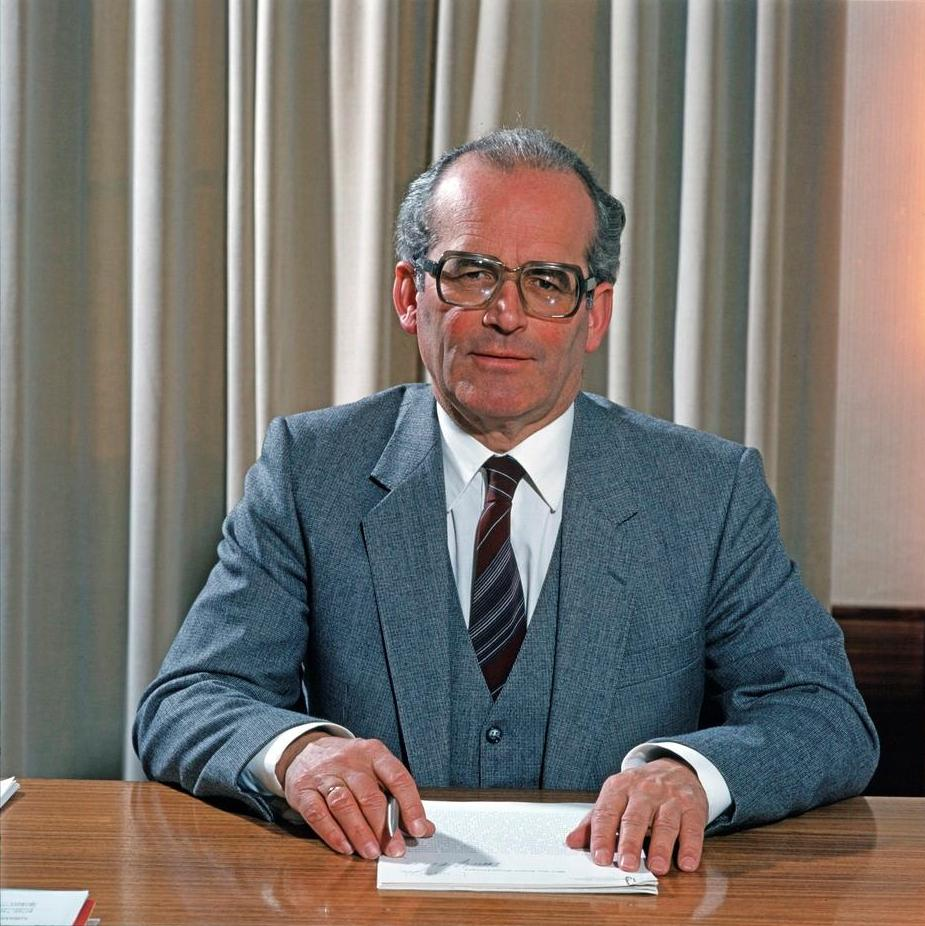
Herbert Keßler (1981)

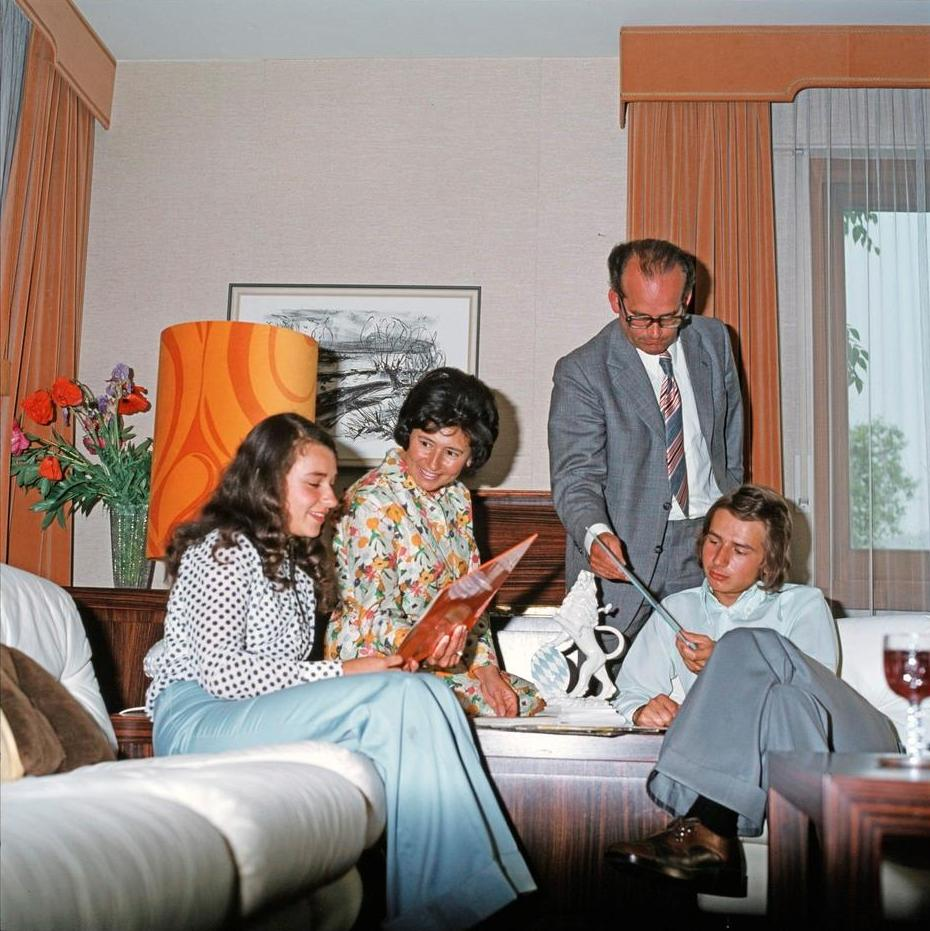
Herbert Keßler mit Familie (1973)

Herbert Keßler (* 2. Februar 1925 in Bludesch; † 27. Juli 2018 in Rankweil) war ein österreichischer Jurist und Politiker (ÖVP). Er war von 1964 bis 1987 Landeshauptmann von Vorarlberg.

## Leben

### Ausbildung und Beruf
Herbert Keßler war der Sohn des Gemeindearztes Hermann Keßler und dessen Frau, der Apothekerin Elfriede Keßler. Im Jahr 1927 übersiedelte er mit seiner Familie von Bludesch nach Rankweil im Vorarlberger Rheintal, wo er von 1931 bis 1935 die Volksschule besuchte. Anschließend ging er von 1935 bis 1938 an die Unterstufe des Gymnasiums Stella Matutina in Feldkirch. Die Matura legte Herbert Keßler im Jahr 1943 an der Staatlichen Oberschule für Jungen in Feldkirch ab. Unmittelbar nach Beendigung der Schullaufbahn wurde Keßler im April 1943 zunächst zum Reichsarbeitsdienst und später zum Kriegsdienst bei der deutschen Wehrmacht eingezogen.
Nach Kriegsende konnte Herbert Keßler im Jahr 1945 das Studium der Rechtswissenschaften an der Universität Innsbruck beginnen. Parallel dazu absolvierte er in den Jahren 1947/48 den Abiturientenkurs an der Handelsakademie Innsbruck. Am 18. März 1949 beendete er sein Studium erfolgreich mit der Promotion zum Doktor der Rechtswissenschaften (Dr. jur.). Direkt im Anschluss daran trat er im April 1949 sein bis März 1950 dauerndes Gerichtspraktikum an Gerichten in Dornbirn und Feldkirch an. Mit 1. April 1950 trat er als Verwaltungsjurist in den Landesdienst ein und wurde in der Finanz- und Sozialabteilung im Amt der Vorarlberger Landesregierung und der Bezirkshauptmannschaft Feldkirch tätig. 1957 erfolgte seine Dienstfreistellung, um das Amt des Bürgermeisters von Rankweil und in weiterer Folge das Amt des Landeshauptmanns wahrnehmen zu können.

### Politischer Werdegang
Herbert Keßler trat an seinem Studienort Innsbruck am 23. November 1945 in die Österreichische Volkspartei ein. Im Dezember 1952 wurde er Ortsparteiobmann der ÖVP Rankweil, 1955 dort erstmals in die Gemeindevertretung gewählt. Bei der Landtagswahl 1954 kandidierte Keßler im Wahlbezirk Feldkirch für die Vorarlberger Volkspartei und konnte dabei ein Mandat im Vorarlberger Landtag erreichen. In der Folge wurde er am 26. November 1954 erstmals als Nachrückerkandidat für Landesrat Eduard Ulmer als Landtagsabgeordneter angelobt.
Am 14. Dezember 1957 wurde Keßler als Nachfolger von Rudolf Ammann zum Bürgermeister der Marktgemeinde Rankweil gewählt, was er bis 1964 blieb. Am 4. April 1964 übernahm er die Obmannschaft der Vorarlberger Volkspartei von Landeshauptmann Ulrich Ilg, der ihn schließlich in der ersten Landtagssitzung nach der Landtagswahl 1964 am 29. Oktober 1964 als seinen Nachfolger vorschlug. Der Vorarlberger Landtag folgte diesem Vorschlag und wählte Herbert Keßler zum Landeshauptmann und Vorsitzenden der Landesregierung Keßler I, einer zu dieser Zeit in Vorarlberg üblichen Konzentrationsregierung mit der SPÖ und der FPÖ. Der vorherige Landeshauptmann Ilg wirkte in dieser Landesregierung zur Unterstützung seines Nachfolgers noch als Landesrat für Finanzen und Hochbau mit. Keßler selbst führte als Landeshauptmann zunächst die Ressorts Präsidium, Schule und Kultur und übernahm ab 1974 zusätzlich die Zuständigkeit für Mutterschafts- und Säuglingsvorsorge.
Am 9. Juli 1987 verabschiedete sich Herbert Keßler schließlich aus der aktiven Landespolitik und übergab das Amt des Landeshauptmanns nach 23-jähriger Amtszeit an seinen Nachfolger, den damaligen Landtagspräsidenten Martin Purtscher. Auch aus dem Vorarlberger Landtag schied Keßler mit 10. Juli 1987 aus.

## Privatleben
Keßler war seit dem 25. September 1950 mit Inge, geb. Beck, verheiratet und hatte mit dieser drei Kinder. Er wohnte in der Vorarlberger Marktgemeinde Rankweil.
Herbert Keßler verstarb 93-jährig in der Nacht zum 28. Juli 2018. Er wurde in Rankweil bestattet.

## Auszeichnungen
- Goldenes Ehrenzeichen des Landes Vorarlberg (1964)
- Ehrensenator der Universität Innsbruck (1970)
- Großes Silbernes Ehrenzeichen am Bande für Verdienste um die Republik Österreich (1972)
- Anton-Bruckner-Ring (1976)
- Ehrenzeichen des Landes Tirol (1978)
- Ehrendoktorat des Wagner-Colleges (1978)
- Großes Goldenes Ehrenzeichen am Bande für Verdienste um die Republik Österreich (1981)
- Goldenes Ehrenzeichen der Diözese Feldkirch (2008)
- Leopold-Bischof-Ring (2012)
- Großes Verdienstkreuz mit Stern und Schulterband der Bundesrepublik Deutschland
- Ehrenmitglied der katholischen Studentenverbindung AV Austria Innsbruck im ÖCV[5]